# Omphale
Omphale – rodzaj błonkówek z rodziny wiechońkowatych i podrodziny Entedoninae.
Takson ten opisany został w 1833 roku przez Alexandra Henry'ego Halidaya. Możliwe, że rodzaj ten jest parafiletyczny.
Wiechońkowate o ciele mierzącym zwykle poniżej 1 mm. Głowa z nadustkiem zazwyczaj wyraźnie oddzielonym szwem i albo znacznie szerszym niż dłuższym albo szeroko półokrągłym na grzbietowym brzegu. Czoło z poprzecznym rowkiem mniej lub więcej V-kształtnym. U większości gatunków toruli oddzielone są od nadustka wyniesioną, poprzeczną listewką. Żeberkowanie na tylnej krawędzi potylicy zawsze nieobecne. Na środkowym płacie mesoscutum prawie zawsze dwie pary drobnych szczecinek. Pozatułów zwykle bardzo krótki i gładki. Stylik zawsze znacznie szerszy niż dłuższy i również pozbawiony rzeźby. Otwór pozatułowia w którym osadzony jest stylik jest najczęściej duży i widoczny jest jako silnie wycięcie pozatułowia z tyłu. Samce mają najczęściej paramery krótkie i wierzchołkowo zaokrąglone, a szczeciny na wolsellach powiększone i/lub przesunięte.
Gatunki z tego rodzaju to głównie pasożyty muchówek z rodziny pryszczarkowatych. Notowane też z miniarkowatych, Kerridae oraz kibitnikowatych.
Rodzaj kosmopolityczny.
Do rodzaju tego należy około 270 gatunków:
- Omphale absoluta Hansson, 2004
- Omphale acamas (Walker, 1839)
- Omphale aceris (Erdös, 1951)
- Omphale acuminata Gijswijt, 1976
- Omphale acuminaticornis (Girault, 1916)
- Omphale acuminativentris (Girault, 1917)
- Omphale adinothrix Hansson, 2004
- Omphale admirabilis (Westwood, 1833)
- Omphale adynata Hansson, 2004
- Omphale aethiops Graham, 1963
- Omphale aetius (Walker, 1839)
- Omphale aglaia Hansson, 2004
- Omphale agujascola Hansson, 2004
- Omphale alocata Hansson, 2004
- Omphale alpestris Hansson, 2004
- Omphale alpinicola Hansson, 2004
- Omphale altamiraensis Hansson, 2004
- Omphale alticola Hansson, 2004
- Omphale americana (Hansson, 1988)
- Omphale angusticornis Hansson, 1997
- Omphale antonioi Hansson, 2004
- Omphale aperta Hansson, 2004
- Omphale aphelonota Hansson, 2004
- Omphale argothrymma Hansson, 2004
- Omphale aspersa Hansson, 2004
- Omphale astom Narendran, 2006
- Omphale aulacis Hansson, 2004
- Omphale aureopurpurea Hansson, 1996
- Omphale australis Hansson, 1996
- Omphale baryhypha Hansson, 2004
- Omphale betulicola Graham, 1963
- Omphale bicincta Ashmead, 1888
- Omphale bicolorithorax (Girault, 1915)
- Omphale bitaeniata Hansson, 2004
- Omphale bitincta Hansson, 2004
- Omphale bouischium Hansson, 2004
- Omphale brevibuccata Szelényi, 1978
- Omphale brevicornis Hansson, 1996
- Omphale brevis Graham, 1963
- Omphale breviventris Graham, 1970
- Omphale bricenoi Hansson, 2004
- Omphale cacaoensis Hansson, 2004
- Omphale caelata Hansson, 2004
- Omphale calicuti Narendran, 2006
- Omphale capillata Hansson, 2004
- Omphale carballoi Hansson, 2004
- Omphale carinata Hansson, 1997
- Omphale carlylei (Girault, 1917)
- Omphale cavei Hansson, 2004
- Omphale cerina Hansson, 2004
- Omphale cherana Hansson, 1997
- Omphale chryseis Graham, 1963
- Omphale clavata Hansson, 1996
- Omphale clinata Hansson, 2004
- Omphale clymene (Walker, 1839)
- Omphale clypealba Hansson, 1996
- Omphale clypealis (Thomson, 1878)
- Omphale clypeogilba Hansson, 2004
- Omphale clypeolata Hansson, 1996
- Omphale cocaensis Hansson, 2004
- Omphale coilus (Walker, 1839)
- Omphale connectens Graham, 1963
- Omphale cornula Hansson & Shevtsova, 2012
- Omphale crinicornis Hansson, 2004
- Omphale cumbrensis Hansson, 1997
- Omphale cyaneicorpus (Girault, 1915)
- Omphale cyclospila Hansson, 2004
- Omphale dentata Hansson, 1997
- Omphale deplanata Hansson, 1996
- Omphale derogaster Hansson, 2004
- Omphale didieri Hansson, 2004
- Omphale diocles (Walker, 1839)
- Omphale divina (Girault, 1916)
- Omphale doddi (Girault, 1915)
- Omphale dolichura Hansson & Shevtsova, 2012
- Omphale earina Hansson, 2004
- Omphale elevata Hansson, 1996
- Omphale elongata (Girault, 1915)
- Omphale epaphus (Walker, 1839)
- Omphale erginnus (Walker, 1839)
- Omphale erugata Hansson & Shevtsova, 2012
- Omphale euphorbiae Hansson & Shevtsova, 2012
- Omphale exerinea Hansson, 2004
- Omphale exodonta Hansson, 1996
- Omphale exserta Hansson, 1996
- Omphale figena Hansson, 2004
- Omphale filicornis Hansson, 1996
- Omphale flava (Howard, 1897)
- Omphale flavicephala Hansson, 1996
- Omphale flavicorpus (Girault, 1915)
- Omphale flavifacies Hansson, 1996
- Omphale flavifrons Hansson, 1996
- Omphale flavirufa Hansson, 2004
- Omphale flaviscutellum Hansson, 1997
- Omphale fossata Hansson, 1997
- Omphale foveata Hansson, 1997
- Omphale foviger Hansson, 2004
- Omphale friedmani Hansson, 2004
- Omphale fulgida Hansson, 1997
- Omphale gallicola (Risbec, 1952)
- Omphale ganota Hansson, 2004
- Omphale gauldi Hansson, 2004
- Omphale gibsoni Hansson, 2004
- Omphale gilva Hansson, 2004
- Omphale globosa Hansson, 2004
- Omphale gracilicornis (Hansson, 1987)
- Omphale gracilis Hansson, 1997
- Omphale grahami Gijswijt, 1976
- Omphale guanacastensis Hansson, 2004
- Omphale guatemalensis Hansson, 2004
- Omphale haplospina Hansson, 2004
- Omphale helavai Hansson, 2004
- Omphale hermosa Hansson, 2004
- Omphale heydoni Narendran, 2006
- Omphale hirtipennis Hansson, 2004
- Omphale huggerti (Hansson, 1988)
- Omphale ianthina Hansson, 2004
- Omphale inaequalis Hansson, 2004
- Omphale inaerea (Girault, 1915)
- Omphale incisa Hansson, 2004
- Omphale incognita Hansson & Shevtsova, 2012
- Omphale incurvata Hansson, 2004
- Omphale indistincta Hansson, 1997
- Omphale infulata Hansson, 2004
- Omphale insetosa Hansson, 2004
- Omphale isander (Walker, 1839)
- Omphale ivani Hansson, 2004
- Omphale kasirensis Hansson, 2004
- Omphale laeta Förster, 1861
- Omphale laevigata Hansson, 1996
- Omphale laeviplana Hansson, 2004
- Omphale lanceolata Hansson, 1997
- Omphale leiromela Hansson, 2004
- Omphale leirostoma Hansson, 2004
- Omphale lenticeps (Erdös, 1958)
- Omphale leucoclasma Hansson, 2004
- Omphale lissosoma Hansson, 2004
- Omphale longiseta Hansson, 1996
- Omphale longiventris (Ling, 1994)
- Omphale lugens (Nees, 1834)
- Omphale lugubris Askew, 2003
- Omphale lurida Hansson, 2004
- Omphale lydia Hansson & Shevtsova, 2012
- Omphale mandibularis (Girault, 1915)
- Omphale marginalis Hansson, 1996
- Omphale marica (Walker, 1839)
- Omphale marylandensis (Girault, 1916)
- Omphale masneri Hansson, 1996
- Omphale matrana Erdös, 1954
- Omphale melina Efremova & Kriskovich, 1994
- Omphale mellea Hansson, 1996
- Omphale merista Hansson, 2004
- Omphale metallica Hansson, 1997
- Omphale montana (Boucek, 1988)
- Omphale monticola Hansson, 2004
- Omphale moraviensis Hansson, 2004
- Omphale morulipes Hansson, 2004
- Omphale multidentata (Girault, 1915)
- Omphale narinosa Hansson, 2004
- Omphale nasuta Hansson, 2004
- Omphale nigriscapus Hansson, 2004
- Omphale nita Hansson, 1997
- Omphale nitens Graham, 1963
- Omphale nitida Hansson, 1996
- Omphale notaula Hansson, 1997
- Omphale noyesi Hansson, 2004
- Omphale obscura (Förster, 1841)
- Omphale obscura Hansson, 1997
- Omphale obscurinotata (Girault, 1916)
- Omphale ocelliparva Hansson, 1996
- Omphale ochra Hansson & Shevtsova, 2012
- Omphale ochrosoma Hansson, 2004
- Omphale oculiparva Hansson, 1996
- Omphale orbita Hansson, 2004
- Omphale oriampla Hansson, 1997
- Omphale orilata Hansson, 1996
- Omphale pallida Hansson, 1997
- Omphale parma Hansson & Shevtsova, 2012
- Omphale pauli Hansson, 2004
- Omphale pedicellata Hansson, 1996
- Omphale perimeces Hansson, 2004
- Omphale petatlana Hansson, 1997
- Omphale petiolata Hansson, 1997
- Omphale phaola (Walker, 1839)
- Omphale phruron (Walker, 1839)
- Omphale pileagena Hansson, 2004
- Omphale pilosa Hansson, 1996
- Omphale pitillae Hansson, 2004
- Omphale poeta (Girault, 1920)
- Omphale prabha Narendran, 2006
- Omphale prasina Hansson, 1996
- Omphale prolata Hansson, 2004
- Omphale prolongata Hansson, 2004
- Omphale pronapis (Walker, 1839)
- Omphale pulchella (Girault, 1915)
- Omphale pulchra (Ling, 1994)
- Omphale purpurea Hansson, 1996
- Omphale quinquefasciata (Girault, 1915)
- Omphale ramonensis Hansson, 2004
- Omphale rhesus (Walker, 1839)
- Omphale rhorata Hansson, 2004
- Omphale rieki (Boucek, 1988)
- Omphale rojasi Hansson, 2004
- Omphale rossica Hansson & Shevtsova, 2012
- Omphale rotundigaster Hansson, 2004
- Omphale rubigus (Walker, 1839)
- Omphale sabicegena Hansson, 2004
- Omphale safranota Hansson, 2004
- Omphale salicis (Haliday, 1833)
- Omphale scrobiculata Hansson, 2004
- Omphale scutellata (Girault, 1916)
- Omphale selvae Hansson, 2004
- Omphale semiabdita Hansson, 2004
- Omphale semiflavifrons (Girault, 1913)
- Omphale semiglobosa Hansson, 1996
- Omphale setiger Hansson, 2004
- Omphale setosa Hansson, 1996
- Omphale sola Hansson, 1997
- Omphale speciosa Hansson, 1996
- Omphale stelteri (Boucek, 1971)
- Omphale stenobasis Hansson, 2004
- Omphale sti Hansson & Shevtsova, 2012
- Omphale stigma Goureau, 1851
- Omphale stigmalis Hansson, 1997
- Omphale stonia Narendran, 2006
- Omphale straminea Hansson, 1996
- Omphale strictifinis Hansson, 2004
- Omphale sublaevis (Boucek, 1984)
- Omphale sulcatiscutum (Girault, 1924)
- Omphale sulciscuta (Thomson, 1878)
- Omphale taborskyi (Boucek, 1984)
- Omphale taenifer Hansson, 2004
- Omphale tanyops Hansson, 2004
- Omphale tanyscapus Hansson, 2004
- Omphale tanyteles Hansson, 2004
- Omphale tanytelson Hansson, 2004
- Omphale tapantibios Hansson, 2004
- Omphale telephe (Walker, 1839)
- Omphale tempora Hansson, 1997
- Omphale tenuicornis Hansson & Shevtsova, 2012
- Omphale theana (Walker, 1839)
- Omphale thoracicus (Ashmead, 1894)
- Omphale tria Hansson, 1997
- Omphale triangulata Hansson, 1997
- Omphale triclava Hansson, 1996
- Omphale tropifer Hansson, 2004
- Omphale truncatipennis Hansson, 2004
- Omphale turgidus Yefremova, 2011
- Omphale uruapana Hansson, 1997
- Omphale valida Hansson, 1997
- Omphale vargasi Hansson, 2004
- Omphale varia (Hansson, 1987)
- Omphale varinotata (Girault, 1915)
- Omphale varipes (Thomson, 1878)
- Omphale versicolor (Nees, 1834)
- Omphale villalobosi Hansson, 2004
- Omphale vinacea Hansson, 1996
- Omphale viridiscutellum (Girault, 1916)
- Omphale vulgaris Hansson, 1996
- Omphale wahli Hansson, 1996
- Omphale wasari Narendran, 2006
- Omphale whartoni Hansson, 1997
- Omphale woolleyi Hansson, 1997
- Omphale xanthoceps Hansson, 2004
- Omphale zunigai Hansson, 2004